# Славськ (Конінський повіт)
Славськ (пол. Sławsk) — село в Польщі, у гміні Жґув Конінського повіту Великопольського воєводства.
Населення — 1674 особи (2011).
У 1975-1998 роках село належало до Конінського воєводства.

## Демографія
Демографічна структура станом на 31 березня 2011 року:
|          | Загалом | Допрацездатний вік | Працездатний вік | Постпрацездатний вік |
| -------- | ------- | ------------------ | ---------------- | -------------------- |
| Чоловіки | 823     | 194                | 589              | 40                   |
| Жінки    | 851     | 196                | 519              | 136                  |
| Разом    | 1674    | 390                | 1108             | 176                  |